# Cosmic Psychos
Die Cosmic Psychos sind eine australische Punkband, die in den 1980er Jahren gegründet wurde.

## Bandgeschichte
Die Band ging Mitte der 1980er Jahre aus der zunächst als Spring Plains auftretenden Band mit Bill Walsh und Peter Jones hervor. 1982 kam der Sänger und Bassist Ross Knight hinzu, der zuvor bei Highschool-Punkband Rancid Spam spielte. Seit 1985 trat die Band als Cosmic Psychos auf. 1990 verließ Peter Jones die Band und wurde durch Robbie Watts ersetzt und 2005 übernahm Dean Muller das Schlagzeug von Bill Walsh. Nachdem Robbie Watts einem Herzanfall erlag, kam 2006 John McKeering für ihn in die Band.
Im Jahr 2013 wurde eine Dokumentation unter dem Namen Blokes You Can Trust über die Band herausgebracht.

## Diskografie

### Studioalben
- 1987: Cosmic Psychos
- 1989: Go the Hack
- 1991: Blokes You Can Trust
- 1993: Palomino Pizza
- 1995: Self Totalled
- 1997: Oh What a Lovely Pie
- 2005: Off Ya Cruet!
- 2007: Dung Australia
- 2011: Glorius Barsteds
- 2015: Cum the Raw Prawn
- 2018: Loudmouth Soup
- 2021: Mountain of Piss

### Live-Alben
- 1990: Slave to the Crave
- 2006: Live at DB'S 2005
- 2013: Hooray Fuck – Live at the Tote